# 鑫成金屬
鑫成金屬（集團）有限公司，簡稱鑫成金屬（集團），以及鑫成金屬（英語：SIMSEN METALS (HOLDINGS) LIMITED，港交所除牌時0993.HK），在1990年當時中國有色金屬工業總公司（後來已被中國五礦集團公司取代）設立，一家專門於香港和中國內地各類經營、生產及銷售金屬業務。
當時在1994年2月16日於香港交易所主板上市。最後在1998年，已被張人龍（區域市政局前主席）家族進行收購，2月10日更名為天行國際（控股）有限公司。

## 連結
- Simsen.com （页面存档备份，存于）